# Rue René-Binet
La rue René-Binet est une voie du 18e arrondissement de Paris, en France.

## Situation et accès
La rue René-Binet est une voie publique située dans le 18e arrondissement de Paris. Elle débute au 14, avenue de la Porte-de-Montmartre et se termine au 15, avenue de la Porte-de-Clignancourt.

## Origine du nom
Cette voie a pris le nom de l'architecte, décorateur, peintre et théoricien de l'art français René Binet (1866-1911).

## Historique

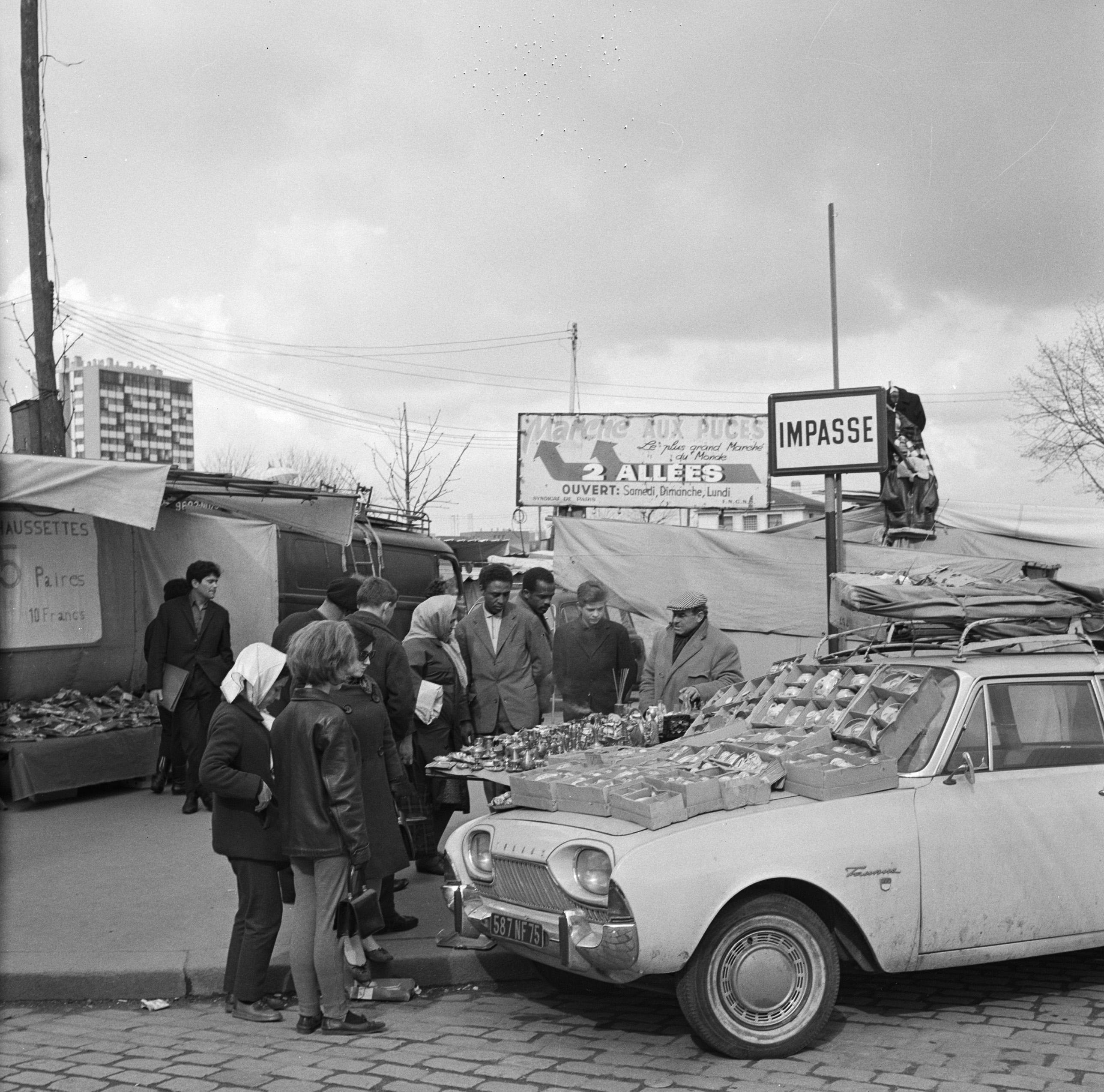
Sur le terre-plein côté pair de la rue, à cet angle avec l'avenue de la Porte-de-Clignancourt, est installé durant des décennies un marché forain d'articles neufs textiles et de bimbeloterie (ici en 1965), bénéficiant de la proximité du marché aux puces de Saint-Ouen. Photographie : Willem van de Poll.

La rue a été ouverte par la ville de Paris et a pris sa dénomination actuelle par un arrêté du 21 mai 1956.